# 5758 Brunini
5758 Brunini là một tiểu hành tinh vành đai chính với chu kỳ quỹ đạo là 1231.0262943 ngày (3.37 năm).
Nó được phát hiện ngày 20 tháng 8 năm 1976.